# Thé Tjong-Khing

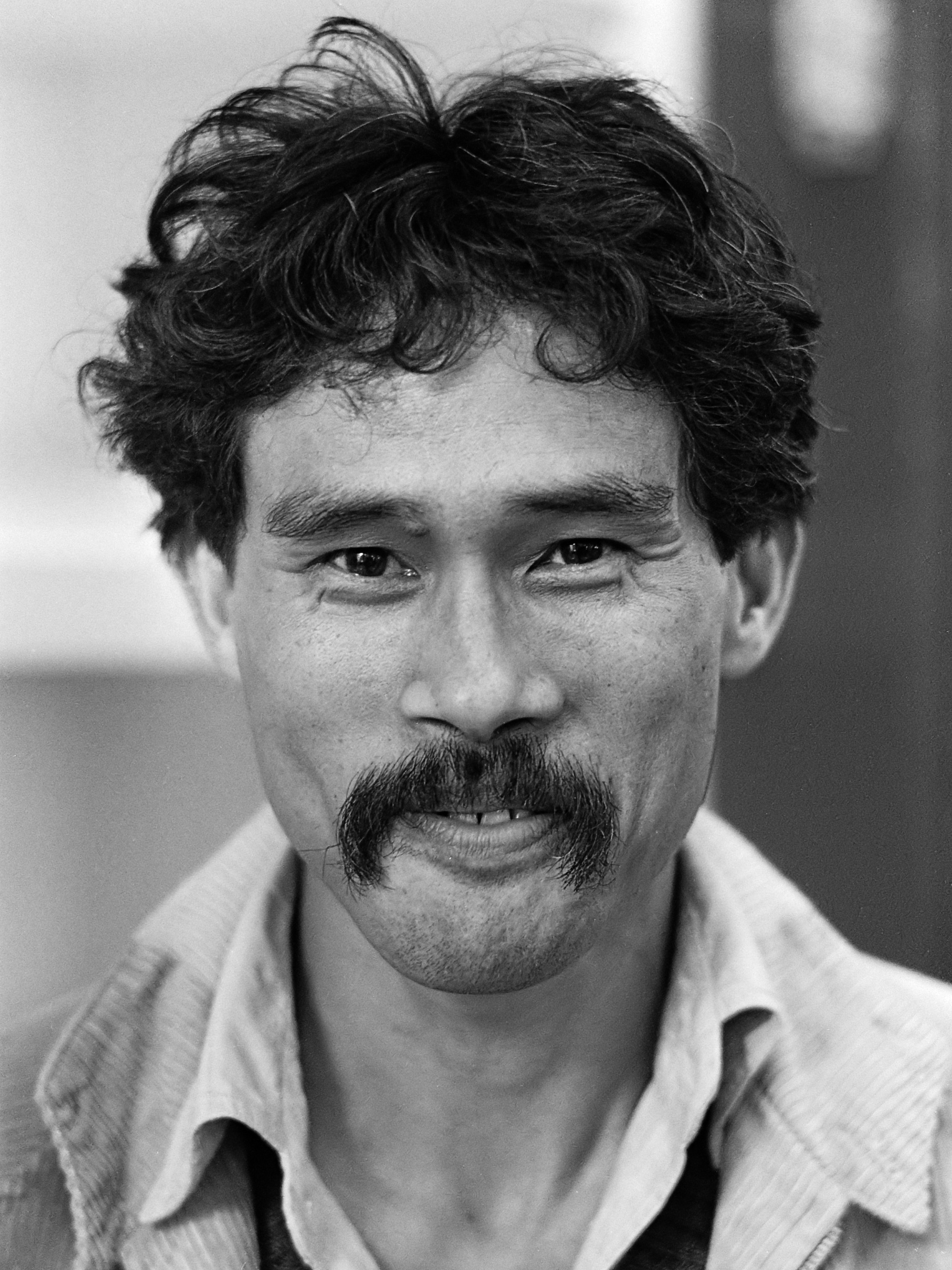
Thé Tjong-Khing (1978)

Thé Tjong-Khing (* 4. August 1933 in Purworedjo, Java, Niederländisch-Indien) ist ein niederländischer Illustrator.
Thé Tjong-Khing wurde in eine große chinesische Familie geboren. Er besuchte das Seni Rupa(arts) Institute in Bandung. Im Jahr 1956 kam er in die Niederlande und begann als Zeichner beim Toonder Studio's zu arbeiten. Mit Lo Hartog van Banda gestaltete er den Comicstrip Student Tijloos.
1970 wurde er angefragt, die Illustrationen zu einem Kinderbuch von Miep Diekmann zu zeichnen. In der Folge wurde er freischaffender Illustrator. Er zeichnete für Werke von Guus Kuijer, Els Pelgrom, Sylvia Vanden Heede und Dolf Verroen.
Thé Tjong-Khing gewann dreimal den Goldenen Pinsel: 1978 für die Illustrationen zu Miep Diekmanns Rolle Rolle Rad (Wiele wiele stap, 1977), 1985 für Els Pelgroms Die wundersame Reise der kleinen Sofie (Kleine Sofie en Lange Wapper, 1984) und 2003 für Het woordenboek van Vos en Haas aus der mit Sylvia Vanden Heede geschaffenen „Fuchs-und-Hase“-Reihe.
Sehr erfolgreich waren auch seine drei Wimmelbilderbücher über gestohlene oder zerstörte Torten, Die Torte ist weg! (Waar is de taart?, 2004), Picknick mit Torte (Picknick met taart, 2005) und Geburtstag mit Torte (Verjaardag met taart, 2010). Der erste Band wurde unter anderem 2005 mit dem Woutertje Pieterse Prijs und dem Zilveren Griffel ausgezeichnet, die deutsche Ausgabe war im Juni 2006 Kröte des Monats sowie Buch des Monats des Instituts für Jugendliteratur und kam 2007 auf die Auswahlliste für den Deutschen Jugendliteraturpreis.
2010 erhielt er für sein Lebenswerk den Max-Velthuijs-Preis.

## Werke
- Angela Sommer-Bodenburg (Text): Julia bei den Lebenslichtern. Bertelsmann, München 1989, ISBN 3-570-03872-6.
- Klaus Kordon (Text): Der große Fisch Tin Lin. Ravensburger Buchverlag, Ravensburg 1990, ISBN 3-473-33566-5.
- Klaus Kordon (Text): Marius und der Feuergeist. Maier, Ravensburg 1993, ISBN 3-473-33491-X.

Reihe „Geschichten von Fuchs und Hase“: (Texte: Sylvia Vanden Heede)
- Vos en Haas. Lannoo, 1998, ISBN 90-209-3197-0.
- Tot kijk, Vos en Haas. Lannoo, 1999, ISBN 90-209-3754-5.
- Vos en Haas op het eiland. Lannoo, 2000, ISBN 90-209-4098-8.
- Het woordenboek van Vos en Haas. Lannoo, 2003, ISBN 90-209-4423-1

- Vos en Haas op zoek naar koek. Lannoo, 2006, ISBN 90-209-6613-8.
  - deutsche Ausgabe: Ich will Kuchen, sagt Fuchs. Moritz-Verlag, Frankfurt am Main 2007, ISBN 978-3-89565-187-8.

- Vos en Haas en het feest van Uil. Lannoo, 2008, ISBN 978-90-209-7658-8.
  - deutsche Ausgabe: Eule feiert Geburtstag. Moritz-Verlag, Frankfurt am Main 2009, ISBN 978-3-89565-204-2.

„Torten“-Bilderbücher: (ohne Text)
- Waar is de taart? Lannoo, 2004, ISBN 90-209-5692-2
  - deutsche Ausgabe: Die Torte ist weg! Eine spannende Verfolgungsjagd. Moritz-Verlag, Frankfurt am Main 2006, ISBN 3-89565-173-7.

- Picknick met taart. Lannoo, 2005, ISBN 90-209-6171-3.
  - deutsche Ausgabe: Picknick mit Torte. Moritz-Verlag, Frankfurt am Main 2008, ISBN 978-3-89565-192-2.

- Verjaardag met taart. Lannoo, 2010, ISBN 978-90-209-8814-7
  - deutsche Ausgabe: Geburtstag mit Torte. Moritz-Verlag, Frankfurt am Main 2010, ISBN 978-3-89565-222-6.

- Kunst met taart. Lannoo, 2015, ISBN 978-94-014-2625-1
  - deutsche Ausgabe: Kunst mit Torte. Moritz-Verlag, Frankfurt am Main 2017, ISBN 978-3-89565-333-9.

- Taart voor iedereen. Lannoo, 2023, ISBN 978-94-014-2625-1
  - deutsche Ausgabe: Torte für alle!. Moritz-Verlag, Frankfurt am Main 2023, ISBN 978-3-89565-444-2.

| Personendaten    | Personendaten                |
| ---------------- | ---------------------------- |
| NAME             | Thé, Tjong-Khing             |
| KURZBESCHREIBUNG | niederländischer Illustrator |
| GEBURTSDATUM     | 4. August 1933               |
| GEBURTSORT       | Purworedjo, Java             |